# Teracotona pallidior
Teracotona pallidior là một loài bướm đêm thuộc phân họ Arctiinae, họ Erebidae.